# Canaveilles
Canaveilles é uma comuna francesa na região administrativa da Occitânia, no departamento dos Pirenéus Orientais. Estende-se por uma área de 10.95 km², com 25 habitantes, segundo o censo de 2018, com uma densidade de 2.3 hab/km².